# Ömer Aşık (Basketballspieler)
Ömer Faruk Aşık (* 4. Juli 1986 in Bursa) ist ein ehemaliger türkischer Basketballspieler, der zuletzt für die Chicago Bulls in der NBA aktiv war. Aşık begann seine Karriere als Basketballer 2005/06 in der türkischen Basketball-Liga bei Fenerbahçe Ülkerspor. Beim NBA-Draft 2008 wurde er an 36ter Stelle von den Portland Trail Blazers ausgewählt und am selben Tag noch zu den Chicago Bulls transferiert.

## NBA-Karriere

### Saison 2010/2011
In der Saison 2010/11 erreichte Aşık mit den Bulls die Finalserie der Eastern Conference. Dort schieden sie gegen die Miami Heat mit 1:4 aus.

### Saison 2011/12
In der Saison 2011/12 schied er mit den Bulls frühzeitig in der 1. Runde gegen die Philadelphia 76ers mit 2:4 aus.

### Saison 2012/13
Am 24. Juli 2012 wechselte Aşık als Restricted Free Agent zu den Houston Rockets, nachdem sich die Bulls entschieden hatten, mit dem Angebot der Rockets nicht mitzugehen. Mit 23 Rebounds im Gastspiel bei den Brooklyn Nets am 1. April 2014 erreichte er einen neuen Karrierebestwert. Gleiches gelang ihm in der Saison zuvor Saison für Körbe mit 22 Punkten am 18. Januar 2013 in einer Niederlage bei den Indiana Pacers und am 1. April 2013 in einem Sieg gegen die Orlando Magic. Die Saison 2012/13 war Aşıks beste; er erzielte als Starter 10,1 Punkte und 11,7 Rebounds im Schnitt.

### Seit 2013
Aşık war mit seiner Rolle, nach der Verpflichtung von Dwight Howard, als Bankspieler nicht zufrieden. Nach einer Saison als Backup hinter Howard, transferierten ihn die Rockets im Sommer 2014 zu den New Orleans Pelicans, wo er wieder einen Stammplatz in der Startaufstellung erhielt. Nach dem Aufstieg von Superstar Anthony Davis und der Verpflichtung von DeMarcus Cousins sank die Einsatzzeit von Aşık in New Orleans rapide.
Im Februar 2018 transferierten ihn die Pelicans zusammen mit einem Erstrunden-Pick zurück zu den Chicago Bulls, die im Gegenzug unter anderem Forward Nikola Mirotic nach New Orleans sendeten. Die Bulls lösten Aşıks Vertrag jedoch kurz nach Saisonbeginn verletzungsbedingt auf.